# 샘 발독
새뮤얼 에드워드 토머스 "샘" 발독(Samuel Edward Thomas "Sam" Baldock, 1989년 3월 15일 ~ )은 잉글랜드의 축구 선수이다. 현재 잉글랜드의 축구 구단인 더비 카운티에서 선수 생활을 하고 있으며, 포지션은 스트라이커이다. 2009년 FIFA U-20 월드컵에서 잉글랜드 대표로도 출전한 바 있다.